# Warburgiella venemae
Warburgiella venemae là một loài rêu trong họ Sematophyllaceae. Loài này được Zanten mô tả khoa học đầu tiên năm 1964.